# Цинъюань (Баодин)
Цинъюа́нь (кит. упр. 清苑, пиньинь Qīngyuàn) — район городского подчинения городского округа Баодин провинции Хэбэй (КНР). Район назван в честь реки Цинъюаньхэ.

## История
При империи Западная Цзинь в 265 году был создан уезд Фаньюй (樊舆县), однако он просуществовал недолго, и вскоре эта территория попала в состав уезда Лэсян (乐乡县), входившего в состав удела Гаоян (高阳国). При империи Северная Вэй в 477 году был выделен уезд Цинъюань (清苑县), подчинённый области Гаоян (高阳郡). При империи Северная Ци в 556 году уезды Цинъюань, Лэсян, Фаньюй и Бэйсиньчэн были объединены в уезд Юннин (永宁县), позднее переименованный в Лэсян. При империи Суй в 598 году уезд Лэсян был переименован в Цинъюань.
При империи Сун в 981 году уезд был переименован в Баочжай (保塞县) и подчинён области Баочжоу (保州). При чжурчжэньской империи Цзинь уезд вновь стал называться Цинъюань.
Во время монгольского правления уезд был подчинён Шуньтяньскому региону (顺天路), в 1257 году переименованному в Баодинский регион (保定路). При империи Мин в 1368 году Баодинский регион был преобразован в Баодинскую управу (保定府).
После Синьхайской революции в 1912 году уезд был ликвидирован, и осталась только управа, но в следующем году управы были упразднены, поэтому в 1913 году была ликвидирована Баодинская управа и воссоздан уезд Цинъюань.
В 1949 году было проведено территориальное разграничение между городом Баодин и уездом Цинъюань (границей стал внешний городской ров Баодина), и управляющие органы уезда переехали из города Баодин в посёлок Чжунжань. В октябре 1958 года уезды Цинъюань, Тансянь и Ванду были слиты в один уезд, получивший название Тансянь, правление которого разместилось в бывшем административном центре уезда Ванду. В декабре 1958 года в уезде Тансянь был создан район Цинъюань (清苑区). В 1960 году районы Цинъюань, Ваньсянь и Маньчэн были объединены в новый уезд Цинъюань. В 1961 году уезды были воссозданы в границах 1958 года.
В 1968 году Баодинский специальный район, в состав которого входил уезд Цинъюань, был переименован в Округ Баодин (保定地区). Постановлением Госсовета КНР от 23 декабря 1994 года округ Баодин и город Баодин были расформированы, а на их территории был образован Городской округ Баодин.
8 мая 2015 года уезд Цинъюань был преобразован в район городского подчинения.

## Административное деление
Район Цинъюань делится на 13 посёлков и 5 волостей.